# Taichang

Imperador Taichang (Ming Guangzong)

Imperador Taichang, ou 泰昌帝 em mandarim, (28 de agosto 1582 - 26 de setembro 1620), de nome pessoal Zhu Changluo, ou 朱常洛, foi o 15.º imperador da dinastia Ming. Era o filho mais velho do imperador Wanli e sucedeu seu pai em 1620. 
Embora Taichang signifique "grande prosperidade", seu reinado teve um fim abrupto menos de um mês após sua coroação, quando ele foi encontrado morto em uma manhã no palácio, após uma crise de diarreia. Ele foi sucedido por seu filho, Zhu Youjiao, que foi entronizado como Imperador Tianqi. Trata-se do reinado mais curto da dinastia Ming.